# 1939

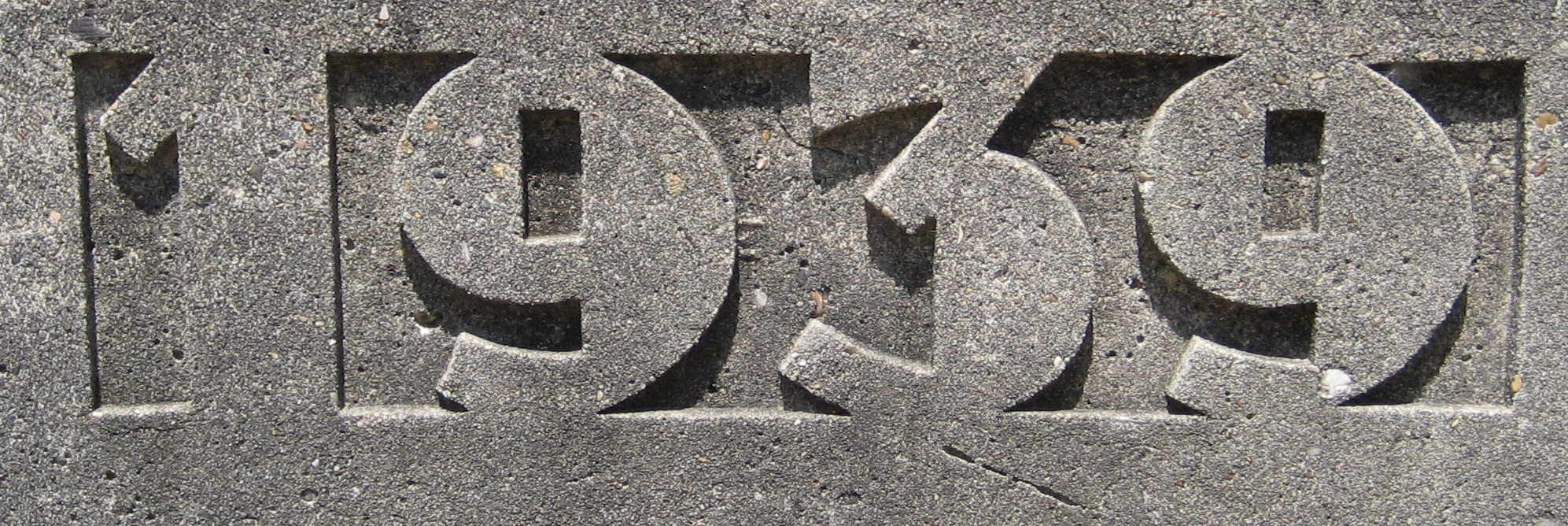
Pont WPA a Nova Orleans

## Esdeveniments

### Països Catalans
- 4 de gener, Artesa de Segre, la Noguera: El bàndol nacional ocupa la vila.
- 20 de gener, Vilanova i la Geltrú: les tropes nacionals ocupen la vila.
- 23 de gener, Barcelona: últim número del diari La Publicitat, que havia començat a editar-se el 1922.[1]
- 26 de gener, Barcelona: els nacionals ocupen la ciutat.[2]
- 4 de febrer, Girona: Les tropes franquistes ocupen la ciutat.
- 10 de febrer, Catalunya: L'exèrcit franquista arriba a la frontera hispanofrancesa.
- 10 de febrer: Juan Negrín torna de França a Alacant per continuar la resistència.
- 11 de febrer: Les tropes nacionals assoleixen el poder de Llívia (província de Girona), últim reducte sota poder del bàndol republicà a Catalunya.
- 16 de febrer: Es prohibeix per decret l'ús de la llengua catalana com a segona llengua.[3]
- 19 de febrer, País Valencià: L'aviació nacional en bombardeja la zona costanera.
- 30 de març, València: Els nacionals ocupen la ciutat.
- 1 d'abril, Espanya: Francisco Franco proclama des de Burgos la fi de la Guerra Civil espanyola amb la victòria del bàndol nacional amb el breu parte de guerra: "En el día de hoy, cautivo y desarmado el Ejército Rojo, han alcanzado las tropas nacionales sus últimos objetivos militares. La guerra ha terminado. El Generalísimo Franco. Burgos 1º abril 1939".[4]
- 14 de maig: neix el Tribunal de Responsabilitats Polítiques.[5]
- 25 de maig, Seta: Surt el buc Sinaia, amb 1500 republicans espanyols a bord, cap a Veracruz, Mèxic.[6]
- Palma, Mallorca: Es funda el Club Natació Palma

### Resta del món
- 9 de gener, Líbia: El Regne d'Itàlia s'annexiona la Líbia italiana.[7]
- 2 de març, Ciutat del Vaticà: El conclave proclama papa Eugenio Pacelli, que regnarà com a Pius XII.
- 14 de març, Eslovàquia: Jozef Tiso proclama la independència d'Eslovàquia, i es converteix en un estat satèl·lit de l'Alemanya nazi.
- 15 de març, Txecoslovàquia: L'exèrcit alemany envaeix el país. Després de l'ocupació de Praga, els alemanys la converteixen en el protectorat alemany de Bohèmia i Moràvia.
- 28 de març, Madrid, Espanya: La capital de l'estat és ocupada per l'exèrcit nacional, a les acaballes de la Guerra civil espanyola.
- 30 de març, Estats Units d'Amèrica: Es publica el nº27 de Detective Comics, on es produeix la primera aparició de Batman, per Bill Finger i Bob Kane.
- 4 d'abril: Faisal II esdevé rei d'Iraq.[8]
- 5 d'abril: Albert Lebrun és nomenat president de França.
- 6 d'abril: Benito Mussolini ordena la invasió d'Albània, que s'inicia l'endemà.[9]
- 28 d'abril: Adolf Hitler denuncia el pacte de no-agressió de 1934 amb Polònia.[10]
- 12 de juny, port de Paulhac-Bordeus: Salpa l'Ipanema per fer el primer viatge cap a Veracruz (Mèxic), amb prop de mil exiliats republicans espanyols.[11]
- 17 de juny, Versalles: Eugen Weidmann (31 anys) és executat esdevenint sense saber-ho la darrera persona executada en públic a França.
- 1 de juliol: Nova ofensiva de l'Imperi Japonès a la República de la Xina.
- 4 de juliol, Tercer Reich: El camp de concentració de Neuengamme es torna autònom.
- 7 de juliol, Veracruz, Mèxic: Arriba al port mexicà de Veracruz el vaixell Ipanema, que porta a bord un miler d'exiliats espanyols de la Guerra Civil.[11]
- 13 de juliol, Bordeus: El vaixell Méxique salpa amb 2.200 refugiats republicans espanyols camí de l'exili, en una expedició fins al port mexicà de Veracruz.[12]
- 27 de juliol, Veracruz: Arriba a destí el vaixell Méxique, que porta a l'exili 2.200 refugiats republicans espanyols de la Guerra Civil.[12]
- 5 d'agost, Madrid: Afusellament de les tretze noies anomenades les Tretze Roses.[13]
- 1 de setembre, Europa: La invasió de Polònia per part del tercer Reich, desencadena l'inici de la Segona Guerra Mundial.
- 11 de setembre, Normandia, França: Hi desembarquen les primeres tropes britàniques, II Guerra Mundial).
- 17 de setembre, Segona República Polonesa: Tropes soviètiques envaeixen Polònia i prenen la zona oriental (adjudicada a Stalin en el pacte del 23 d'agost).
- 25 de setembre, després de 25 anys, Andorra firma un tractat de pau amb l'Alemanya nazi, ja que no es va firma la pau al tractat de Versalles.
- 27 de setembre, Polònia: Es rendeix la ciutat de Varsòvia, assetjada i bombardejada per les tropes del Tercer Reich.
- 30 de novembre, Finlàndia: Guerra d'Hivern, Les tropes soviètiques envaeixen el país.[14]
- 19 de desembre: Segona Guerra Mundial: després de la batalla de Rio de la Plata, el cuirassat alemany Admiral Graf Spee abandona el port de Montevideo (Uruguay) i és enfonsat pels seus tripulants per no caure en poder dels britànics.[15]
- 23 de desembre, Le Havre: Salpa el vaixell De Grasse cap a Nova York amb republicans espanyols cap a l'exili, que continuarien el trajecte en tren i entrarien a Mèxic per Tampico.[16]
- Frances V. Rummell, professora de francès al Stephens College, va publicar una autobiografia sota el títol "Diana: A Strange Autobiography". Va ser la primera autobiografia explícitament lèsbica en què dues dones acaben felices juntes.[17]

### Premis Nobel
| Camp                  | Guardonats                           |
| --------------------- | ------------------------------------ |
| Física                | - Ernest Lawrence                    |
| Química               | - Adolf Butenardt - Lavoslav Ružička |
| Medicina o Fisiologia | - Gerhard Domagk                     |
| Literatura            | - Frans Eemil Sillanpää              |
| Pau                   | No atorgat                           |

## Naixements
| M/d   | Nom i llinatges              | Activitat  | Origen    | M.   |
| ----- | ---------------------------- | ---------- | --------- | ---- |
| 11/24 | Josep Maria Huertas Claveria | periodiste | barceloní | 2007 |
| 12/03 | Joan Francesc Mira i Casterà | escriptor  | valentí   |      |
|       | Elvira Mondragón Sorribes    | activista  | eslidera  |      |
| 01/05 | Paco Muñoz                   | cantautor  | valentí   |      |
| 03/17 | Lluís Prenafeta i Garrusta   | polític    | ivarsenc  |      |
| 10/05 | Marie Laforêt                | actriu     | gascona   | 2019 |

### Països Catalans
- 4 de gener, Barcelona: Elisabeth Vergés, pionera en l'escalada i l'alpinisme de Catalunya (m. 2019).[18]
- 23 de gener, Barcelona: Roser Capdevila i Valls, il·lustradora catalana.[19]
- 11 de febrer, Barcelona: Renata Muller von Rathlef, gimnasta catalana de gimnàstica artística (m. 2021).[20]
- 1 de març, Paterna, València: Merche Chapí, directora teatral que ha treballat a Eivissa.[21]
- 17 de març - Ivars d'Urgell: Lluís Prenafeta i Garrusta, empresari i polític (m. 2025).[22]
- 10 d'abril - Massamagrell: Àngels López Artiga, compositora, cantant, pianista i pedagoga valenciana.[23]
- 15 de juliol - València: Amparo Valle Vicente, actriu valenciana de cinema, televisió i teatre, i també directora teatral (m. 2016).[24]
- 16 de juliol - Barcelona: Jordi Teixidor i Martínez, dramaturg català (m. 2011).[25]
- 27 de juliol - Barcelona: Manuel Vázquez Montalbán, escriptor i periodista català.
- 1 d'octubre - Perpinyàː Arlette Franco, política nord-catalana (m. 2010).[26]
- 1 de setembre - Barcelona: Xavier Rubert de Ventós, filòsof, escriptor i polític català (m. 2023).
- 5 de desembre - Barcelona: Ricard Bofill i Leví, arquitecte i urbanista català (m. 2022).
- 17 de setembre - Palma: Maria Lluïsa Suau, periodista pionera balear.[27]
- Vallvidrera: Montserrat Senserrich Comajuncosa, pintora, ceramista i il·lustradora catalana.[28]
- Palma, Mallorca: Fina Rifà, il·lustradora i mestra catalana.[29]

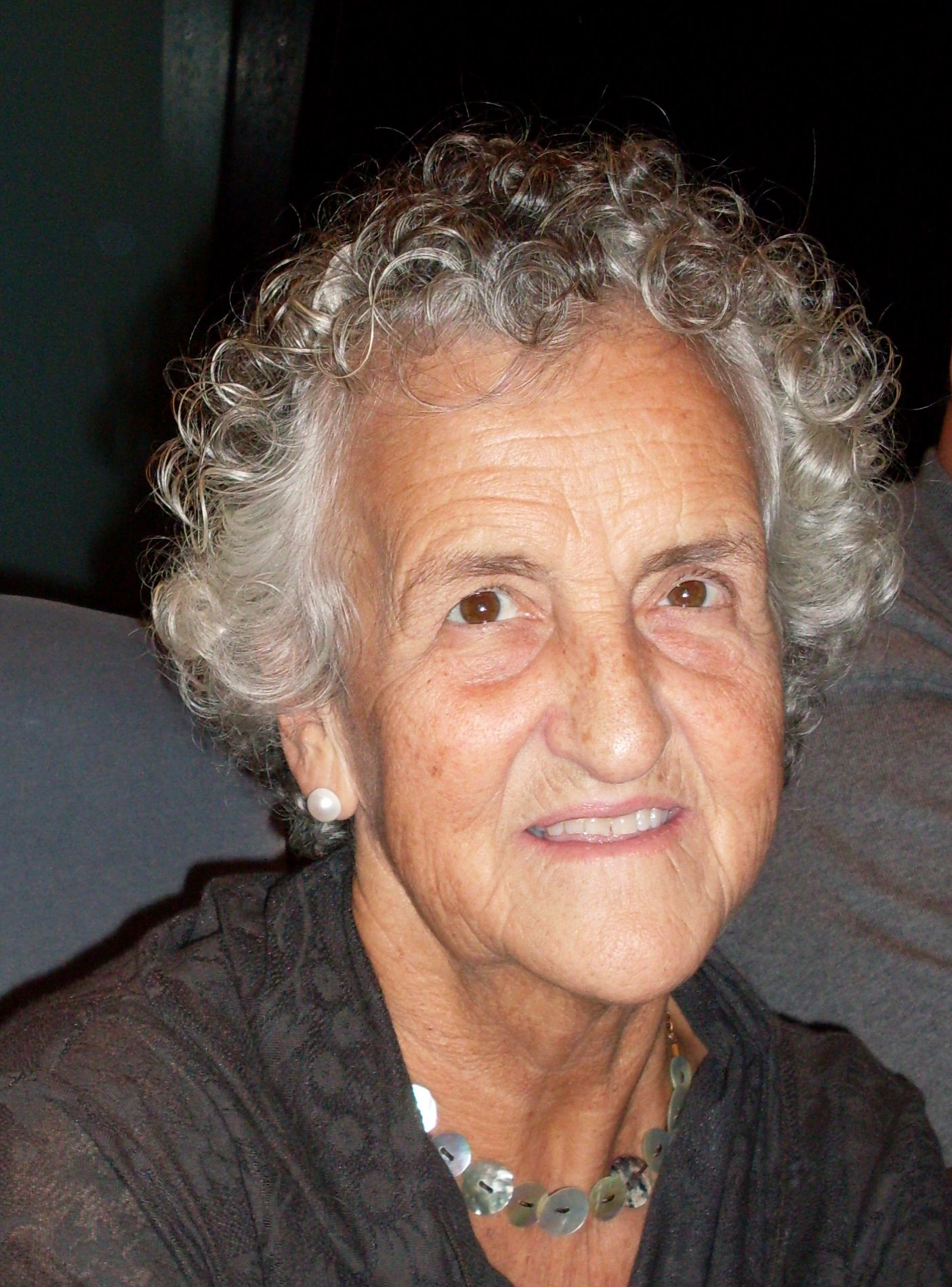
Roser Capdevila
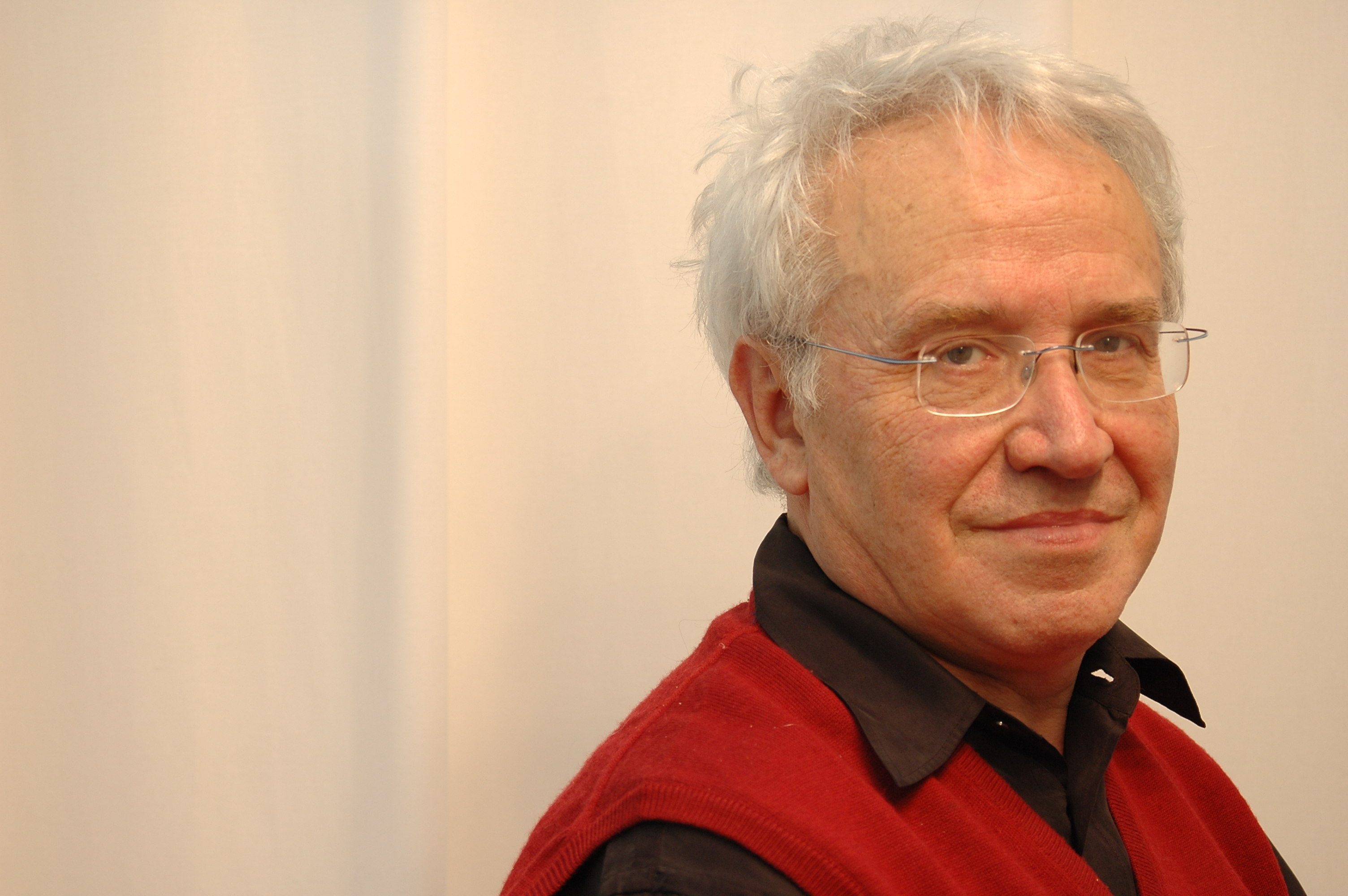
Josep M. Huertas
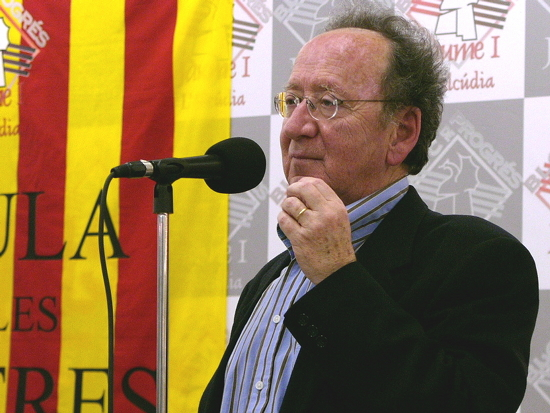
Joan Francesc Mira
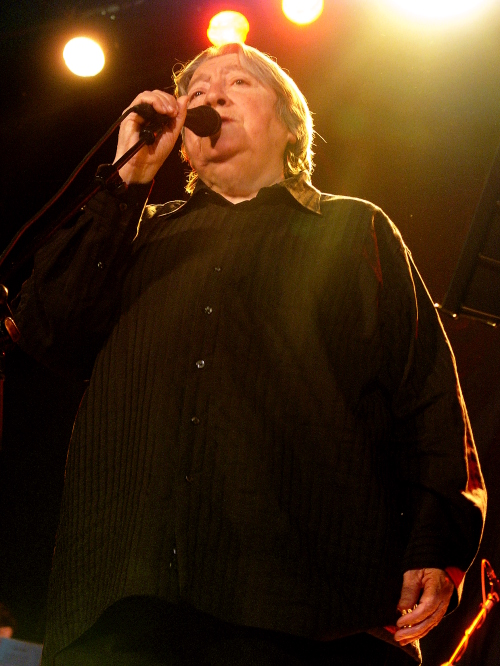
Paco Muñoz
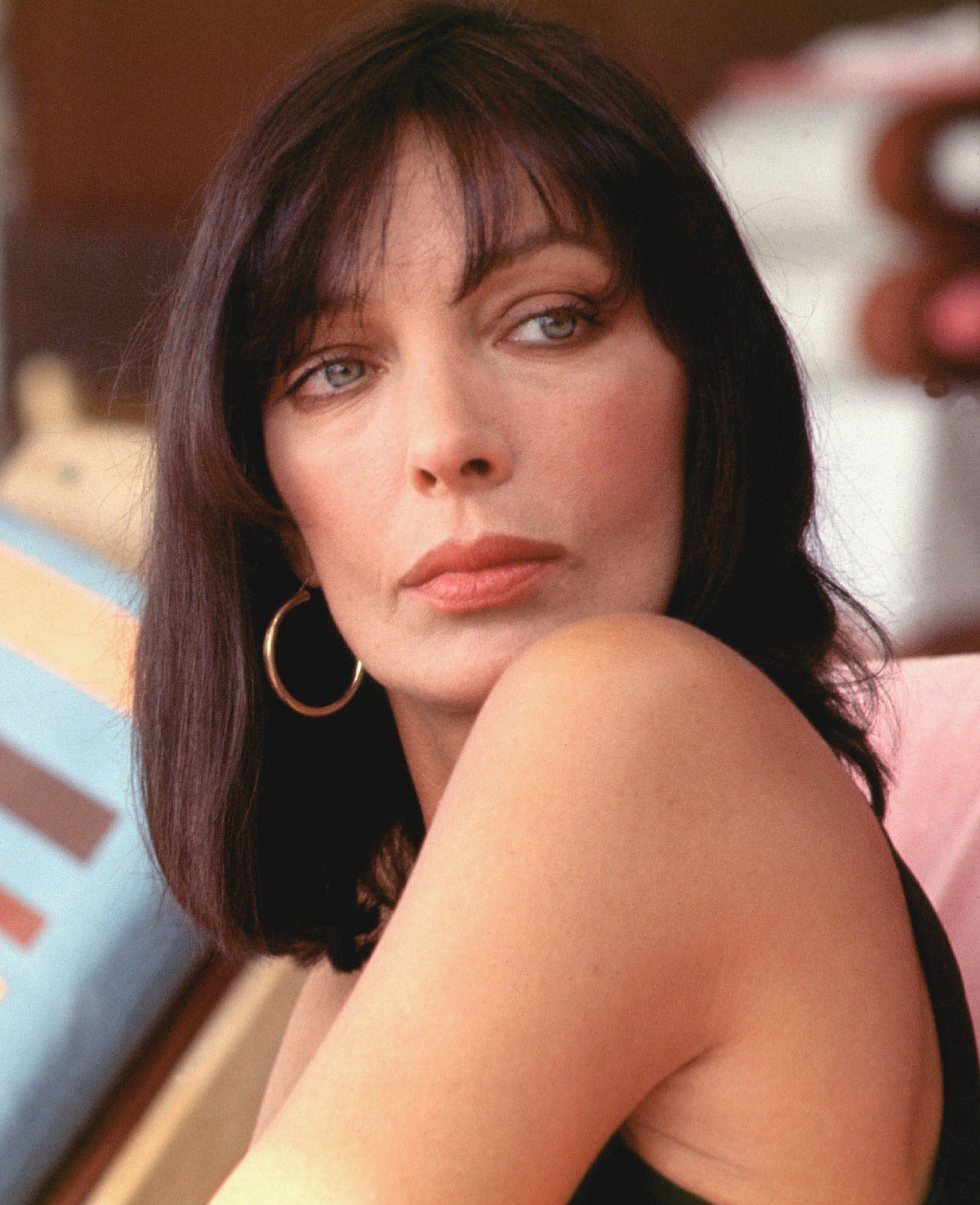
Marie Laforêt

### Resta del món
- 1 de febrer, Moscouː Iekaterina Maksímova, ballarina russa de fama internacional (m. 2009).[30]
- 2 de febrer, Enterprise, Oregon, EUA: Dale T. Mortensen, economista nord-americà, Premi Nobel d'Economia de 2010 (m. 2014).
- 3 de febrer, Viena, Àustria: Helga Dernesch soprano austríaca.[31]
- 5 de febrer, Sant Joan Lohitzune, França: Miguel Boyer Salvador, polític i economista espanyol.
- 14 de febrer, Boston, Massachusetts, EUA: Eugene F. Fama, economista nord-americà, Premi Nobel d'Economia de l'any 2013.
- 16 de febrer, Johannesburg, Sud-àfrica: Marita Napier, una de les grans cantants d'òpera sud-africanes del segle xx (m. 2004).[32]
- 28 de febrer, Hunan, Xina: Daniel Chee Tsui, físic nord-americà d'origen xinès, Premi Nobel de Física de l'any 1998.
- 1 de març, Sofia, Bulgària: Tzvetan Todorov, lingüista, filòsof, historiador, professor i teòric literari búlgar, naturalitzat francès (m. 2017).
- 12 de març, Washington: Jude Milhon –Saint Jude–, hacker i activista feminista (m. 2003).[33]
- 14 de març, Sevilla: Pilar Bardem, actriu espanyola.[34]
- 25 de març: Toni Cade Bambara, escriptora, productora de documentals, activista social i professora d'universitat afroamericana.[35]
- 31 de març, Wiesbaden,(Alemanya): Volker Schlöndorff director de cinema alemany. És un dels principals representants del Nou Cinema Alemany dels anys 1960-1970.[36]
- 13 d'abril, Castledawson, Irlanda del Nord: Seamus Heaney, escriptor irlandès, Premi Nobel de Literatura de 1995 (m. 2013).[37]
- 20 d'abril, Bærum, Noruega: Gro Harlem Brundtland, política noruega que ha estat Primera Ministra de Noruega en diverses ocasions.[38]
- 4 de maig, Jerusalem, Israel: Amos Oz, escriptor, periodista i pacifista israelià, Premi Internacional Catalunya del 2004.[39]
- 7 de maig, Mont-real, Canadà. Sidney Altman, físic nord-americà d'origen canadenc, Premi Nobel de Química de l'any 1989.[40]
- 18 de maig:
  - Palerm, Sicília: Giovanni Falcone, jutge italià (m. 1992).[41]
  - Plzeň, Tercer Reich, actualment República Txeca: Peter Grünberg, físic alemany, Premi Nobel de Física de l'any 2007 (m. 2018).[42]
- 20 de maig, Baracaldo: María Luisa Ozaita, pianista, clavecinista, musicòloga, directora i compositora basca (m. 2017).
- 24 de maig, Biarritz: Gina Pane, artista plàstica francesa (m. 1990).[43]
- 6 de juny, Utrech (Països Baixos): Louis Andriessen, compositor neerlandès.[44]
- 9 de juny, Galati, Romania: Ileana Cotrubas, soprano romanesa.[45]
- 12 de juny, Boston: Dayle Stanley, cantant.
- 22 de juny, Jerusalem, Israel: Ada Yonath, cristal·lògrafa israeliana, Premi Nobel de Química de l'any 2009.[46]
- 3 de juliol, Berlín (Alemanya): Brigitte Fassbaender, mezzosoprano alemanya.[47]
- 7 de juliol, Leningrad: Ielena Obraztsova, mezzosoprano russa (m. 2015).[48]
- 15 de juliol, Boliqueime, Loulé, Portugal: Aníbal António Cavaco Silva, 6è President de la República Portuguesa des de la Revolució dels Clavells.[14]
- 20 de juliol, Chicago ːJudy Chicago, artista pionera de l'art feminista estatunidenca.[49]
- 29 de juliol, 
  - Bilbao (Espanya): Teresa Marta Ruiz Penella, coneguda artísticament com a Terele Pávez, fou una actriu basca.[50]
  - Raleigh, Carolina del Nord, EUA: Daniel McFadden, economista, Premi Nobel d'Economia de l'any 2000.
- 2 d'agost, 
  - Elbing, Alemanya, ara Polònia: Ursula Karusseit, actriu alemanya (m. 2019).[51]
  - Benjamin Barber
- 8 d'agost, Chicago, Illinois: Lena Sadler, metgessa, cirurgiana i obstetra, líder en temes sobre la salut de la dona (n. 1875).[52]
- 18 d'agost, Bremen: Marita Lorenz, espia nord-americana, amant de Fidel Castro.[53]
- 30 d'agost, París: Carmen Rico Godoy, escriptora, periodista i activa feminista espanyola (m. 2001).[54]
- 6 de setembre, Nagoya, Japó: Susumu Tonegawa, metge i biòleg japonès, Premi Nobel de Medicina o Fisiologia de l'any 1987.
- 12 de setembre, Prefectura d'Hiroshima: Nobuyuki Oishi futbolista japonès.
- 22 de setembre, Miharu, Fukushima, Japó: Junko Tabei, muntanyenca japonesa, primera dona a arribar al cim de l'Everest (m. 2016).[55]
- 30 de setembre, Rosheim, Alsàcia, França: Jean-Marie Lehn, químic francès, Premi Nobel de Química de l'any 1987.[56]
- 5 d'octubre, Solac, Gironda: Marie Laforêt, cantant i actriu francesa (m. 2019).[57]
- 7 d'octubre, Wisbech, Cambridgeshire, Anglaterra: Harold Kroto, químic anglès, Premi Nobel de Química de 1996 (m. 2016).
- 12 d'octubre, Barneville-Carteret, França: Clément Rosset, filòsof francès.
- 27 d'octubre, Weston-super-Mare, Comtat de Somerset (Anglaterra): John Cleese, còmic i actor, conegut per la seua participació en el grup britànic d'humoristes Monty Python.
- 30 d'octubre, Los Angeles, Califòrnia, EUA: Leland H. Hartwell, metge nord-americà, Premi Nobel de Medicina o Fisiologia de 2001.[58]
- 7 de novembre, Los Angeles, Califòrnia: Barbara Liskov, prominent científica informàtica nord-americana[59]
- 13 de novembre, Gueux: Joan Antoni Estades de Moncaira i Bisbal, genealogista
- 14 de novembre, Pawtucket, Rhode Island (EUA): Wendy Carlos, compositora i intèrpret de música electrònica.[60]
- 18 de novembre. Nova York (EUA): John O'Keefe, neurocientífic i psicòleg nord-americà, Premi Nobel de Medicina o Fisiologia de l'any 2014.
- 26 de novembre
  - Nutbush, ara Brownsville, Tennessee: Tina Turner, cantant de R&B, pop, rock i soul.
  - Filadèlfia: Mark Margolis, actor estatunidenc (m. 2023).
- 29 de novembre - Madrid: Concha Velasco, actriu, ballarina, cantant i presentadora de televisió espanyola (m. 2023).
- 18 de desembre, Oceanside, Nova York, EUA: Harold Elliot Varmus, immunòleg i microbiòleg nord-americà, Premi Nobel de Medicina o Fisiologia de l'any 1989
- 22 de desembre, Nova York: Liliane Lijn, artista nord-americana resident a Londres que treballa en el camp de l'escultura.[61]

- Londres, Anglaterra: Mario Dubsky, artista
- Lima: Enrique Delgado Montes, cantautor

## Necrològiques

### Països Catalans
- 1 de gener, Borriana, la Plana Baixa: Joaquín Peris Fuentes, intel·lectual i historiador valencià, fou alcalde de Borriana (1899- 1901), mandat en el qual se li atorga el títol de ciutat al municipi (n. 1854).
- 13 de gener, la Bisbal d'Empordà: Trinitat Aldrich i de Pagès, poeta catalana (n. 1863).[62]
- 19 de gener, Sabadell: Eulàlia Garriga i Casals, mestra compromesa en la formació i la promoció de la dona treballadora.[63]
- 24 de gener, Cuernavaca, Mèxic: Manuel Penella Moreno, compositor valencià de sarsueles (n. 1880).
- 5 de febrer, Perpinyà: Teresa Mañé, coneguda com a Soledad Gustavo, escriptora, mestra i periodista catalana lliurepensadora, referent de l'anarquisme espanyol.[64]
- 19 de febrer, 
  - Abrera: Fèlix Figueres i Aragay, alcalde d'Olesa de Montserrat, afusellat.
  - Abrera: Lluïsa Xifré Morros, militant antifeixista, afusellada (n. 1893)[65]
- 18 d'abril, Sant Adrià de Besòs: Carme Claramunt, activista política catalana, afusellada al Camp de la Bota (n. 1897).[66]
- 19 d'abril: Henry Stephens Salt, escriptor anglès.
- 15 de març, Girona: Carles Rahola i Llorens, periodista, escriptor, historiador i polític gironí.
- 11 de maig, Gènova: Pazzis Sureda Montaner, escultora i pintora mallorquina (n. 1907).[67]
- 13 de maig, Sant Adrià de Besòs: Cristina Fernández Pereda, una de les dotze dones de la Presó de les Corts executades al Camp de la Bota pel règim franquista (n.1900).[68]
- 15 de maig, Barcelona: Joaquim Ruyra i Oms, escriptor català (n. 1858).[69]
- 16 de maig, Sant Adrià de Besòs: Ramona Peralba Sala, teixidora i activista republicana, una de les dotze dones de la Presó de les Corts executades al Camp de la Bota pel règim franquista (n. 1904).[70]
- 26 de maig, Barcelona: Neus Bouza Gil, jove obrera i miliciana, una de les dotze dones de la Presó de les Corts afusellades al Camp de la Bota pel règim franquista (n. 1916).[71]
- 20 de juny, Sant Adrià del Besòs: Dolors Giorla Laribal, mestressa de casa catalana, afusellada al Camp de la Bota, víctima de la repressió franquista. (n. 1912).[72]
- 21 de juny, Sant Adrià de Besòs: Magdalena Nolla Montseny, afusellada al Camp de la Bota, víctima de la repressió franquista (n. 1904).[73]
- 8 d'agost, 
  - El Camp de la Bota: Virgínia Amposta, sindicalista i mestra catalana (n. 1903).[74]
  - El Camp de la Bota: Elionor Malich Salvador, anomenada La Roja, portera i republicana, víctima de la repressió franquista (n. 188?).[75]
- 23 de juliol, Hessen: Carl Thiel, organista i compositor.
- 20 d'octubre, Santa Coloma de Queralt: Lluís Solà Padró, primer alcalde republicà de Santa Coloma de Queralt, afusellat.
- 5 de novembre, Sallent: Esteve Padullés i Roca, teixidor i poeta.

### Resta del món
- 12 de gener, Bucarest, Romania: Hariclea Darclée, cèlebre soprano romanesa (n. 1860).[76]
- 28 de gener, Menton, departament francès dels Alps Marítims: William Butler Yeats, poeta i dramaturg irlandés. També va exercir com a senador i va ser guardonat amb el Premi Nobel de Literatura l'any 1923 (n. 1865).
- 18 de febrer - Madrid: Julia Alcayde Montoya, pintora espanyola.[77]
- 22 de febrer - Cotlliure, Rosselló: Antonio Machado, poeta espanyol de la Generació del 98 (n. 1875).[78]
- 5 de juny - Margate, Kent: Christina Broom, fotògrafa escocesa, "la primera fotògrafa de premsa del Regne Unit" (n. 1862).[79]
- 23 de juny - L'Havana, Cuba: Antònia Trenchs i Asens, dibuixant, caricaturista i pintora catalana (n. cap a 1913).[80]
- 26 de juny, Deauville (Calvados): Ford Madox Ford, el nom de naixement del qual era Ford Hermann Hueffer, va ser un novel·lista, poeta, crític i editor anglès, (n. 1873).[81]
- 8 de juliol, Hintlesham, Suffolk (Anglaterra): Havelock Ellis, sexòleg, metge i activista social britànic (n. 1859).[82]
- 14 de juliol, Ivancice (Moràvia): Alfons Mucha, pintor i artista gràfic txec.[83]
- 23 de setembre, Londres: Sigmund Freud, psiquiatre austríac, fundador de la psicoanàlisi.
- 23 d'octubre, Altadena, Califòrnia (EUA): Zane Grey (Zanesville, escriptor estatunidenc (n. 1872)[84]
- 28 de novembre, Lawrence (Kansas), Estats Units d'Amèrica: James Naismith, inventor del bàsquet.
- Thila Plaichinger, cantant austríaca.
- 21 d'abril, Londres: Hermann Finck (anglès), compositor